# 西岸寺 (長野県飯島町)
西岸寺（せいがんじ）は長野県上伊那郡飯島町にある臨済宗妙心寺派の古刹。山号を臨照山と称する。本尊は宝冠無量寿仏である。

## 歴史
弘長元年（1261年）大覚禅師により創建と伝わる。
寿永年間（1182～1183年）西岸寺地東南に、鎌倉幕府御家人の飯島氏が城を構えていることから、幕府の庇護を受けた禅宗をこの地に創建するのに、飯島氏がかかわったと推定される。2世大通禅師は初祖の偉業を讃え大覚禅師の尊像を安置した。
この像は昭和48年（1973年）長野県宝に指定された。
康安元年（1361年）6世住持となった大徹至鈍により、寺の沿革や寺と飯島氏との関係や内規など書かれた「西岸寺規式」が文書として残る。寺や一門の規則で、昭和60年（1985年）長野県宝に指定された。
「西岸寺規式」によると6世大徹至鈍を中興として、臨照山西岸禅寺と呼び、開山大覚禅師、2世大通禅師、3世大本禅師、4世初翁和尚、5世少林和尚までの住持の名が挙げられている。
6世大徹至鈍は飯島氏一族の出身者で、祖父為観、父為空、幼名を益房。西岸寺の再興のため、物心両面での寺の整備が必要と、規則を作ることから取り組み実践した。
応安6年（1373年）寺の三檀那、飯島城主為光、為光の従兄為盛、為光の大叔父為高が寺領を寄進し、室町幕府より諸山の官寺と定められ、この地の一大霊場として発展した。
文正元年（1466年）10世瑤林正玖和尚が住持に任命された時に、五山、十刹等の住持から贈られた祝文「瑤林正玖住西岸寺京城諸山疏」が残り、昭和47年（1972年）県宝に指定された。
天正10年（1582年）織田信長の伊那侵攻により、飯島城が落ち、西岸寺も兵火により焼失するも弁天堂、水月庵は免れた。時の住持16世正巖全直首座は本尊を守り復興の基礎を作ったと伝わる。
慶長6年（1601年）徳川家康配下の伊那郡代官朝日受永より、朱印地28石を寄進される。貞享2年（1685年）朱印地28石の内上片桐の瑞応寺に5石、上久堅の玉川寺に3石を分けて、将軍が変わる度に朱印状を受けた。
元和元年（1681年）美濃国正眼寺から入寺された、大極唯一和尚と先代虚雲義舟和尚が建長寺派から、京都妙心寺派の寺院として確固たる基礎をつくり現代に至る。
春谷知乗和尚は宝暦5年（1755年）に白隠禅師を訪ね、伊那の地への巡錫を願い、宝暦7年（1757年）白隠禅師が西岸寺で仏祖三教会を開講する。全国各地より150名を超える僧徒、尼僧等が集まった。
天保年間の鶻山古柱和尚は天保3年（1832年）妙心寺玉鳳院の塔主職に任命され、安政2年（1855年）妙心寺の住持職に任命された。
明治19年（1886年）観音堂より出火、本堂等焼失する。明治25年（1892年）本堂再建。昭和34年(1959年)、本堂等火災焼失。昭和38年（1963年）本堂再建、昭和41年（1966年）には開山堂、位牌堂、納骨堂を再建した。
伊那七福神　恵比寿の寺として札所に登録されている。

## 境内
- 本堂 - 昭和34年（1959年）焼失。[2]昭和38年（1963年）再建
- 観音堂 - 明治19年(1886年）焼失。大正元年（1912年）観音堂として参道登り口にあった、十王堂を移築した。[2]
- 開山堂 - 昭和34年（1959年）焼失。昭和41年（1966年）再建
- 位牌堂 - 昭和34年（1959年）焼失。昭和41年（1966年）再建
- 納骨堂 - 昭和34年（1959年）焼失。昭和41年（1966年）再建
- 弁天堂 - 元禄7年（1694年）造営。方一間、宝形造り、桟瓦葺き。大工は藤原氏林安右衛門。[2]
- 山門 - 天保15年（1844年）建立。間口3.78m、高さ7.65m。大工は木曽十左衛門。鶻山古柱和尚の代[2]
- 庫裡
- 鐘楼 - 文久3年（1863年）建立。間口6.3m、奥行6.3m、高さ10.3m。棟梁　立川流一門、斉藤常吉。嵩山古拙和尚の代[2]
- 参道 - 安永2年（1773年）九江禅至和尚、参道、石垣等修復や新たな普請。[2]
- カヤの木 - 推定樹齢500年。樹高約20m、地上2mの樹間より杉の木が生えている。カヤの木が懐に抱きかかえるように見えることより、抱寿貴（だきすき）のカヤと呼ばれる。天然記念物。[1]
- 枝垂桜 - 樹齢推定400年。伊那三女ゆかりの桜。

## 文化財
- 宝冠無量寿仏 - 西岸寺本尊。全高52cm。[2]
- 聖観音坐像 - 木造。全高63cm、寄木玉眼入。恵信作。元禄13年（1700年）愛知県下平村吉祥院から譲り受ける。[2]
- 瑤林正玖住西岸寺京城諸山疏 - 室町時代の墨書絹本の軸物。瑤林正玖首座が西岸寺住持に任命され、五山十刹の住持14人が疏を作り贈ったもの。昭和47年（1972年）長野県宝に指定される。[2]
- 大覚禅師倚像 - 木造腰かけ像、玉眼。高さ101cm、室町初期作と推定。昭和48年（1973年）長野県宝に指定される。[2]
- 西岸寺規式 - 「臨昭山記録」とも言う。南北朝時代のもので、寺の沿革や飯島氏との関係、内規を記述している。昭和60年（1985年）長野県宝に指定される。[2]
- 紙本墨書白隠禅師 - 白隠禅師の作品。大極嶺、仏祖三教開莚、鐘馗像、達磨像、閑蟻争拽蜻蜒翼、新燕来休揚柳枝。[2]

## 所在地
- 長野県上伊那郡飯島町本郷1724

## 交通
- JR飯田線本郷駅より徒歩約15分
- 中央道松川インターチェンジより車で約20分